# Îles Malveiras
Les  Îles Malveiras, (en espagnol Islas Malveiras  et en galicien Illas Malveiras), sont un sous-archipel situé dans l'estuaire de la commune galicienne de Vilagarcía de Arousa, en Espagne.

## Description
Elles sont situées à l'ouest de l'île de Cortegada et sont constituées de deux petites îles (Malveira Grande et Malveira Chica) et d'un îlot (Illa das Cabras) ; ensemble, ils totalisent une superficie de 5,5 ha. Avec Cortegada et les îles Briñas elles font partie du Parc national des Îles Atlantiques de Galice.
La Malveira Grande est entourée de sable sur toute sa partie sud et est rocheuse sur sa partie nord. Elle contient de la végétation : notamment des ajoncs (Ulex europaeus), des fougères (Filicophyta), des figuiers sauvages (Ficus carica) et des lauriers (Laurus nobilis) et possède quelques pins à son sommet. Elle est couronnée d'une ancienne croix en pierre et l'on peut y voir les vestiges d'une cabane en briques. La Malveira Chica est plus basse et plus pierreuse que la précédente, et seuls des ajoncs y poussent.